# プラスチゲージ
プラスチゲージ（Plastigauge）は、軸と軸受け間の隙間を測定するための道具である。特に内燃機関の整備に使われる。また、イギリスのウェスト・サセックス州アランデルにある、その製造元の社名である。
「プラスチゲージ」はPlastigauge社の登録商標及び商品名である。
柔らかい材質で高精度で形状が作成されており、変形する特性にもばらつきがない。使用方法は軸と軸受けの間に挟み込んで潰し、潰れた幅を製品添付の定規を使って隙間の距離に換算する。製品の色によって計測できる隙間の幅が異なる。